# Adnan Alisic
Adnan Alisic (Rotterdam, 10 februari 1984) is een voormalig Nederlands profvoetballer die bij voorkeur op het middenveld speelde.

## Clubcarrière
Alisic speelde in zijn jeugd voor HOV, Leonidas en SVVSMC voor hij in het seizoen 2003/2004 in het betaald voetbal debuteerde in dienst van FC Utrecht. Alisic speelde daar in drie seizoenen drie competitiewedstrijden in de hoofdmacht. In het seizoen 2006/2007 begon hij vervolgens aan een dienstverband bij FC Dordrecht, waar hij wel basisspeler was. In mei 2007 maakte Alisic daarop bekend naar het op dat moment in de eredivisie spelende Excelsior te vertrekken. Daar tekende hij in eerste instantie tot de zomer van 2009. In 2011 stapte hij over naar de Hongaarse club Debreceni VSC. In 2012 ging hij wederom voor Dordrecht spelen, waar hij enige tijd aanvoerder werd. Alisic degradeerde met Dordrecht in het seizoen 2014/15 uit de Eredivisie. Het seizoen daarop tekende hij een contract bij GVVV.

## Cluboverzicht
| Seizoen         | Club             | Wedstrijden | Doelpunten | Competitie            |
| --------------- | ---------------- | ----------- | ---------- | --------------------- |
| 2003/04         | FC Utrecht       | 2           | 0          | Eredivisie            |
| 2004/05         | FC Utrecht       | 0           | 0          | Eredivisie            |
| 2005/06         | FC Utrecht       | 1           | 0          | Eredivisie            |
| 2006/07         | → FC Dordrecht   | 34          | 5          | Eerste divisie        |
| 2007/08         | Excelsior        | 11          | 0          | Eredivisie            |
| 2008/09         | Excelsior        | 27          | 3          | Eerste divisie        |
| 2009/10         | Excelsior        | 33          | 4          | Eerste divisie        |
| 2010/11         | Excelsior        | 10          | 0          | Eredivisie            |
| 2011/12         | Debreceni VSC    | 0           | 0          | Magyar Labdarúgó Liga |
|                 | Debreceni VSC II | 4           | 0          | Nemzeti Bajnokság II  |
| 2012/13         | FC Dordrecht     | 26          | 5          | Eerste divisie        |
| 2013/14         | FC Dordrecht     | 22          | 3          | Eerste divisie        |
| 2014/15         | FC Dordrecht     | 5           | 0          | Eredivisie            |
| Carrière Totaal | Carrière Totaal  | 175         | 20         |                       |

## Erelijst[2]
| Competitie          | Aantal | Jaren   |
| ------------------- | ------ | ------- |
| Beker van Hongarije | 1x     | 2011/12 |